# Gozdawa (Leszczków)
Gozdawa – część wsi Leszczków w Polsce położona w województwie świętokrzyskim, w powiecie opatowskim, w gminie Lipnik.
W latach 1975–1998 Gozdawa administracyjnie należała do województwa tarnobrzeskiego.